# (7005) Henninghaack
(7005) Henninghaack est un astéroïde de la ceinture principale.

## Description
(7005) Henninghaack est un astéroïde de la ceinture principale. Il fut découvert le 2 mars 1981 à Siding Spring par Schelte J. Bus. Il présente une orbite caractérisée par un demi-grand axe de 2,42 UA, une excentricité de 0,10 et une inclinaison de 6,2° par rapport à l'écliptique.

## Compléments